# プロジェクト・グラッジ
プロジェクト・グラッジとは、（英語: Project Grudge）は、アメリカ空軍による、未確認飛行物体（UFO（エイリアン・クラフト）を目撃した人の心理的調査を目的としたのプロジェクト。プロジェクト・サインから引き継がれた。

## 歴史
プロジェクト・サインに次ぐ2番目のプロジェクトで、1949年2月11日からライト・パターソン空軍基地で実施された。
当プロジェクトは合衆国国民のUFOに対する不安を和らげ、UFOが異常なものではないことを国民に知らしめることを目的としていた。それまでに寄せられたUFOの目撃情報は、気球・従来の航空機・惑星・流星の見間違い、もしくは太陽光の反射によるもの、あるいは目の錯覚、さらには「大きな雹」として説明された。しかし、UFOに対して空軍が公式に関心を示したということ自体が、かえって人々にUFOの存在を信じさせることに繋がり、まるで「戦争パニック」のような状態になったため、当局はプロジェクトの範囲を縮小することを勧告した。1949年12月27日、空軍はプロジェクトの終了を発表した。以降はプロジェクト・ブルーブックに引き継がれることになる。

### プロジェクトグラッジの主な活動内容
プロジェクトグラッジは、プロジェクトサインの様に、UFOの直接的調査ではなく、UFOの目撃者の心理状態などを焦点としたプロジェクトであった。
プロジェクトグラッジの発足後、約6ヶ月後には、最終報告書が提出された。

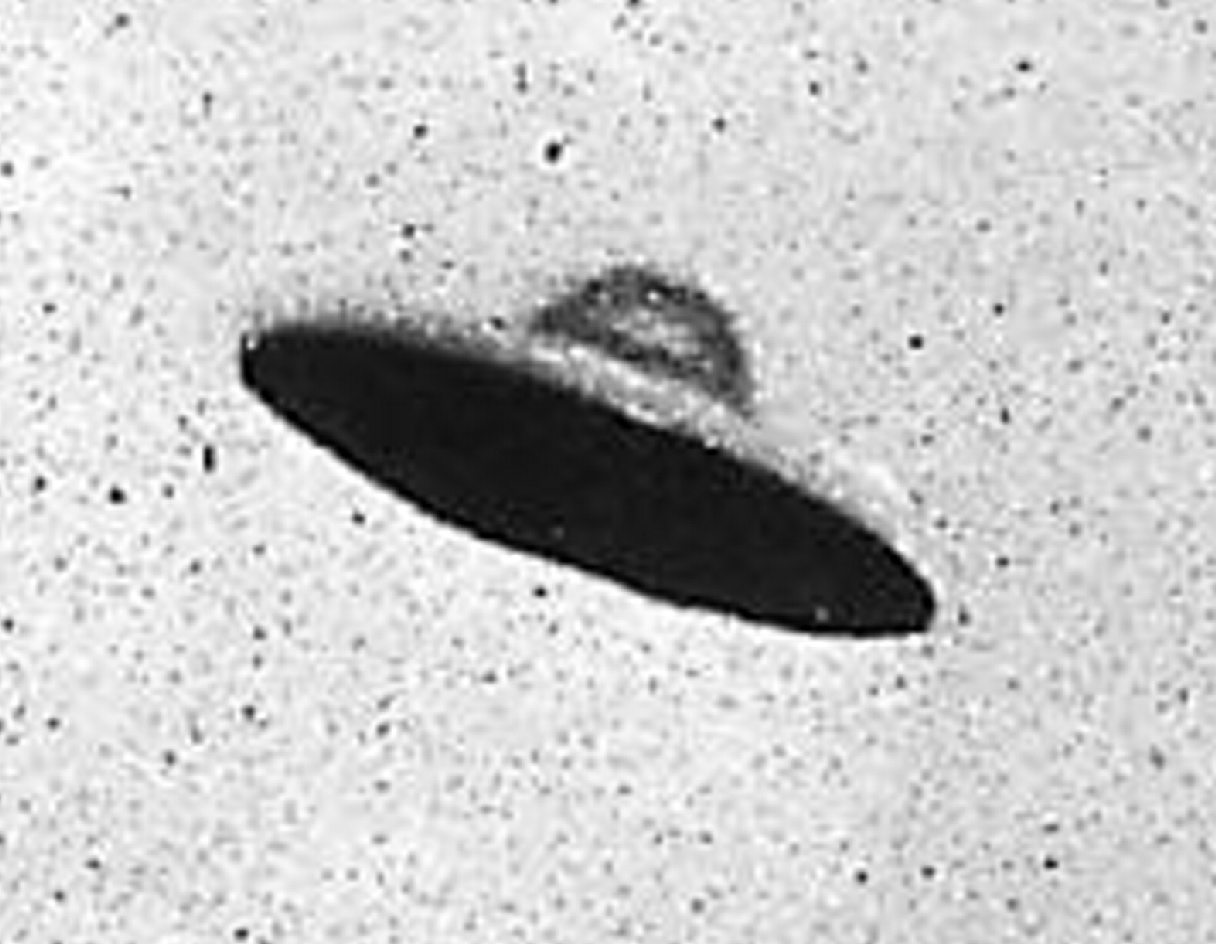
目撃者の、大半が、UFOは、このような形をしていたという